# Robert Crowther
Robert Crowther (* 2. August 1987 in Cloncurry) ist ein australischer Weitspringer.
2006 siegte er bei den Leichtathletik-Juniorenweltmeisterschaften in Peking und 2007 bei der Universiade in Bangkok.
Bei den Leichtathletik-Weltmeisterschaften 2011 in Daegu schied er in der Qualifikation aus, und bei den Commonwealth Games 2014 in Glasgow wurde er Sechster.
Seine persönliche Bestleistung von 8,12 m stellte er am 29. Juli 2011 in Stockholm auf.